# National Gallery (Londen)

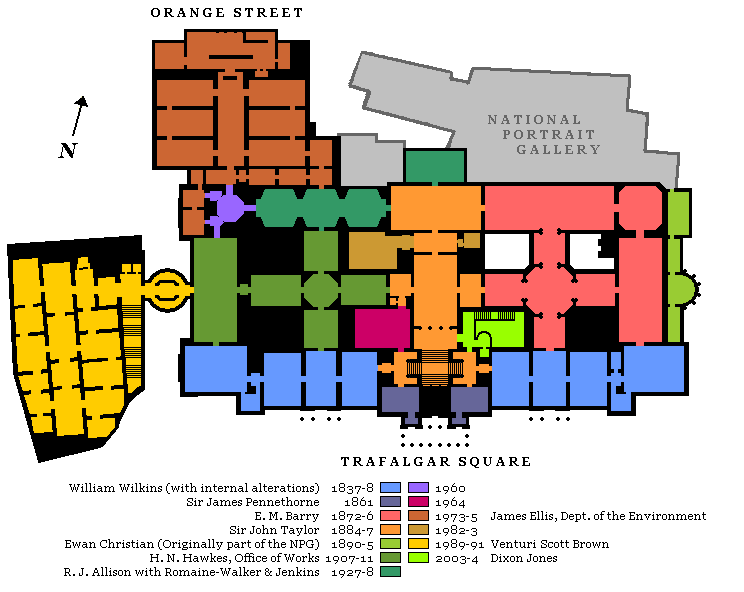
Begane grond van de National Gallery

De National Gallery is een museum voor schilderkunst, gelegen aan de noordkant van Trafalgar Square in Londen.
Het museum biedt een zeer volledig overzicht van de West-Europese schilderkunst uit de periode tussen 1250 en 1900. De toegang tot het museum is gratis; voor speciale tentoonstellingen wordt wel een toegangsprijs geheven.
De National Gallery bezit werken van onder anderen:
- Leonardo da Vinci, Peter Paul Rubens, Rembrandt van Rijn, Carel Fabritius, Johannes Vermeer, Frans Hals, Quiringh van Brekelenkam, Hendrick ter Brugghen, Dirck Hals, Meindert Hobbema, Vincent van Gogh, Titiaan, Sandro Botticelli, Jan van Eyck, Willem Drost, Nicolas Poussin, Claude Lorrain, Claude Monet, Pierre-Auguste Renoir, Diego Velázquez, John Constable, William Hogarth, William Turner en Joseph Wright.

## Hoogtepunten uit de collectie
Enkele belangrijke schilderijen zijn:
- Het Wilton-tweeluik
- Paolo Uccello, De slag bij San Romano
- Piero della Francesca, De doop van Christus
- Jan van Eyck, Portret van Giovanni Arnolfini en zijn vrouw
- Sandro Botticelli, Venus en Mars
- Leonardo da Vinci, Virgin of the Rocks; Maria met het kind, de Heilige Anna en Johannes de Doper
- Giovanni Bellini, Portret van doge Leonardo Loredan
- Michelangelo, De Graflegging, Madonna met kind en St.-Johannes en de engelen
- Rafaël, Portret van paus Julius II; Madonna met de anjer
- Titiaan, Bacchus en Ariadne
- Hans Holbein de Jonge, De ambassadeurs
- Agnolo Bronzino, Venus, Cupido, Waanzin en Tijd
- Caravaggio, De Emmaüsgangers; Salome met het hoofd van Johannes de Doper
- Peter Paul Rubens, Le Chapeau de Paille; Het oordeel van Paris, Landschap met Het Steen
- Diego Velázquez, The Rokeby Venus
- Antoon van Dyck, Ruiterportret van Karel I
- Rembrandt, Het feestmaal van Belsazar; twee zelfportretten
- Carel Fabritius, Gezicht in Delft; het zelfportret uit 1654
- Johannes Vermeer,  Staande virginaalspeelster
- Canaletto, Een regatta op het Canal grande
- William Hogarth, Marriage à-la-Mode
- George Stubbs, Whistlejacket
- Thomas Gainsborough, Mr en Mrs Andrews
- Joseph Wright of Derby, An Experiment on a Bird in the Air Pump
- William Turner, The Fighting Temeraire; Rain, Steam and Speed
- John Constable, The Hay Wain
- Paul Cézanne, Les Grandes Baigneuses
- Claude Monet, De waterlelievijver; De Theems bij Westminster
- Pierre-Auguste Renoir, De paraplu's; Roeiers op de Seine
- Georges Seurat, Baders bij Asnières
- Vincent van Gogh, Zonnebloemen; Korenveld met cipressen; De stoel van Van Gogh